# ليبروزه
ليبروزه (بالألمانية: Lieberose) هي مدينة و بلدة ألمانية تقع في ألمانيا في براندنبورغ. يقدر عدد سكانها بـ 1,573 نسمة .